# Шкабара Катерина Олексіївна
Катери́на Олексі́ївна Шкаба́ра (нар. 1 грудня 1912, Хотин — пом. 21 листопада 2002, Київ) — українська радянська вчена-кібернетик, учасниця створення першої у континентальній Європі електронно-обчислювальної машини «МЕСМ». Лауреатка премії НАН України імені С. О. Лебедєва (1991).

## Біографія

### Ранні роки
К. О. Шкабара народилась 1 грудня 1912 року в місті Хотин Бессарабської губернії в сім'ї агронома, згодом професора Київського меліоративного інституту, багаторічного завідувача Дослідною лукознавчою станцією в с. Козаровичі під Димером (Київська область) Шкабари Олексія Степановича і Папашики Тетяни Іванівни. В Хотин батьки тимчасово перебрались з Києва, а потім сім'я переїхала до Житомира, де батько отримав посаду губернського агронома земства. В 1914 році народився її брат Сергій, а невдовзі батько пішов на фронт.
В 1925 році О. С. Шкабара переїхав до Києва, де до 1933 року, в якому був репресований, займав посаду завідувача кафедри лукознавства Київського меліоративного інституту, а сім'я з вітчимом переїхала до Харкова.

### Дитинство і навчання у Харкові
У Харкові Катерина закінчила 12-ту школу-семирічку з українською мовою навчання (нині Харківська гімназія № 12). Директором школи в той час був Микола Костянтинович Тесленко, який наприкінці 30-х років був репресований за сумно відомим процесом ВСУ разом із багатьма діячами української культури.
Після закінчення школи вступила до електротехнічного технікуму, а згодом у 1932 р. до Харківського електротехнічного інституту (ХЕТІ) (з часом інститут увійшов до складу Національного технічного університету «Харківський політехнічний інститут»), який закінчила з відзнакою в 1938 р.
Під час репресій в 1933 її батько, вітчим (Л. В. Фелінський) і мати були заарештовані органами НКВС і вислані на Північ, а Катерину і брата Сергія як дітей «ворогів народу» було виключено з інституту. В 1934 після звернення Сергія до Марії Ульянової, його і Катерину відновили в інституті.

### Робота на Уралі
З 1938 працювала заступником начальника електроцеху заводу на Уралі в місті Верхня Салда неподалік від Нижнього Тагілу. Налаштування обладнання заводу здійснювалось за участі американських інженерів, які керували монтажем сучасної на той час техніки зі складною релейною автоматикою. Після від'їзду американців їй довелось самотужки вирішувати проблеми збоїв в роботі обладнання, що стало першим серйозним професійним випробуванням щодо роботи зі схемами електричної автоматики.
Під час війни працювала в Нижньому Тагілі на снарядному заводі № 63 в КБ завідувачем фізико-технічної лабораторії, яка випробовувала якість оболонок снарядів новими магнітними методами, запропонованими С. В. Вонсовським. Співробітництво з талановитим вченим сприяло тому, що Катерина Олексіївна згодом обрала шлях науковця. В 1943 вона вступила до аспірантури в Свердловську.

### Робота над створенням МЕСМ
Згодом через хворобу сина Анрі, який потребував кваліфікованого лікування, Катерина Олексіївна переїхала до Києва, де жила сестра її батька і перевелась в аспірантуру Київського інституту енергетики АН УРСР. Її науковим керівником став легендарний С. О. Лебедєв.
Після захисту кандидатської дисертації в 1948 р. Катерина Олексіївна у складі групи С. О. Лебедєва стала безпосереднім учасником проєкту створення першої в континентальній Європі ЕОМ «МЕСМ» (Електронна обчислювальна машина «Мала електронна лічильна машина») — прообраза і предка сучасного комп'ютера. Вона була керівником розробки і наладки пристрою керування «МЕСМ» та системи керування запам'ятовуючим пристроєм на магнітному барабані.. В 1950 р. роботу над «МЕОМ» було успішно завершено.
В 1951 р. АН УРСР і АН СРСР представили на здобуття Сталінської премії (за закритою тематикою) творців МЕОМ академіка С. О. Лебедєва і його найближчих помічників: Л. Н. Дашевського і К. О. Шкабару. Проте з невідомих причин документи були повернуті і знаходяться нині в архіві АН України у папці з записом «Зберігати довічно».
В 1952 р. в Києві вийшла монографія «Малая электронная счетная машина» («МЕОМ») (С. О. Лебедєв, Л. Н. Дашевський. К. О. Шкабара), перший підручник для радянських програмістів, співавторкою якого була К. О. Шкабара.

### Робота над ЕОМ «Київ»
Після завершення роботи над МЕСМ Катерина Олексіївна взяла участь у створенні ЕОМ «Київ». То був важкий період в її житті. В 1953 її ледь не виключили з КПРС, згадавши, що вона була дочкою «ворога народу» і те, що її виключали за це з інституту.
Розробка ЕОМ «Київ» розпочалась в 1954,  коли лабораторія С. О. Лебедєва перейшла до складу Інституту математики АН УРСР. Безпосереднім ініціатором проведення розробки був Б. В. Гнєденко (на той час — директор Інституту математики АН УРСР) та розробники «МЕОМ»: Л. Н. Дашевський, К. О. Шкабара, З. Л. Рабінович та інші.
Керівниками розробки ЕОМ «Київ» було призначено Л. Н. Дашевського та К. Л. Ющенко.
Зокрема Катерина Олексіївна займалася реалізацію роботи команд центрального процесора та реалізувала групову операцію модернізації адрес для задоволення потреб та вимог програмістів.
Зокрема нею у 1954 р. було реалізовано групові команди модернізації адрес, які дозволяли виконувати «штрих-операцію» (n-кратне застосування операції розіменування Pointers являє собою аналог цієї операції) мови програмування високого рівня, яка у 1955 р. отримала назву «Адресна мова програмування» (1955 р.).
ЕОМ «Київ» запрацювала на початку 1955 р. з реалізованою на ньому Адресною мовою програмування. З кінця 1955 р. розпочинається регулярне використання ЕОМ «Київ» для розв'язку важливих народногосподарських задач. У зв'язку з використанням ЕОМ «Київ» у 1956 р. приймається рішення про передачу «МЕОМ» до КПІ. Катерина Олексіївна бере участь у її налагоджені на території цього вишу.
1957 року лабораторія була перетворена на Обчислювальний центр АН УРСР, а 1961 року в Інститут кібернетики, директором якого став В. М. Глушков.
На завершальному етапі (етапі приєднання спеціалізованих пристроїв вводу/виводу інформації) розробки ЕОМ «Київ» з 1957 року керівництво проектом здійснював В. М. Глушков, як директор ОЦ АН УРСР.
В 1960 році Катерина Олексіївна зустрічалась з творцем основ кібернетики, американським вченим Норбертом Вінером., який побував тоді в Києві, на батьківщині першого європейського комп'ютера.

### Співпраця з М.М.Амосовим
В Інституті кібернетики К. О. Шкабара почала працювати зі знаменитим хірургом Миколою Михайловичем Амосовим. Разом вони створили діючу модель кібернетичної машини для постановки діагнозу захворювань серця. Ця машина демонструвалась на ВДНГ СРСР.

М. М. Амосов про К. О. Шкабару:
|  | Пам’ятаю, як на нашій сцені з’явився новий персонаж із дуже серйозними наслідками – Катерина Олексіївна Шкабара. Від неї почалася моя кібернетика: вона просвітила, дала книжку Ешби, потім Вінера, познайомила з академіком В. М. Глушковим. Дуже мудра жінка. Але лідер. <...> Проте саме вона створила для мене відділ біокібернетики у складі Інституту кібернетики». |

### Робота в Інституті фізіології
В 1961—1969 Катерина Олексіївна працювала старшим науковим співробітником Інституту фізіології АН УРСР, очолювала лабораторію фізіологічної кібернетики. Під її керівництвом були створені програми для постановки діагнозу, які працювали на ЕОМ «Київ». Був розроблений пристрій введення в цей комп'ютер фізіологічних характеристик і програми їх аналізу. З діагностичною метою проводився аналіз електрокардіограм, енцефалограми, а також імпульсної активності нейронів.
Творчий доробок вченої включає понад 70 наукових праць, близько половини з яких написані під час роботи в Інституті фізіології.
З 1969 року вийшла на пенсію.

### Нагороди
25 грудня 1991 відбулось спільне засідання вчених рад Інституту кібернетики ім. В. М. Глушкова, Інституту математики, Інституту ядерних досліджень, Інституту електродинаміки, Інституту проблем моделювання в енергетиці НАН України, присвячене 40-річчю введення а експлуатацію першої в Європі вітчизняної ЕОМ «МЕСМ».
. На цьому засіданні Президент НАН України Б. Є. Патон, відзначивши науковий подвиг колективу С. О. Лебедєва, вручив премії НАН України ім. С. О. Лебедєва безпосереднім творцям МЕСМ Авраменку В. М., Дашевському Л. Н. і Шкабарі К. О.

### Пам'ять
К. О. Шкабара пішла з життя 21 листопада 2002 р. Архів матеріалів щодо її діяльності як ученої і громадянина зберігала її донька Тетяна Свербілова, доктор філологічних наук, старший науковий співробітник Інституту літератури імені Т. Г. Шевченка НАН України.